# Ponthévrard
Ponthévrard è un comune francese di 607 abitanti situato nel dipartimento degli Yvelines nella regione dell'Île-de-France.

## Società

### Evoluzione demografica
Abitanti censiti